# 472 a.C.
Il 472 a.C. (CDLXXII a.C. in numeri romani) è un anno  del V secolo a.C.

## Eventi
- Eschilo mette in scena I Persiani.
- Roma: 
  - consoli Lucio Pinario Mamercino Rufo, al terzo consolato, e Publio Furio Medullino Fuso.

## Morti
- Terone, siceliota